# Saint-Félix-de-Pallières
Saint-Félix-de-Pallières là một xã trong vùng Occitanie. Xã Saint-Félix-de-Pallières nằm ở khu vực có độ cao trung bình 250 mét trên mực nước biển.